# U-54 (1939)
| U-54                                   | U-54 | U-54 |
| -------------------------------------- | --- | --- |
|                                        | | |
|                                        | | |
| Підводний човен U-52, аналогічний U-54 | | |
| Під прапором                           | Третій Рейх | Третій Рейх |
| Спуск на воду                          | 15 серпня 1939 року | 15 серпня 1939 року |
| Виведений зі складу флоту              | 23 вересня 1939 року | 23 вересня 1939 року |
| Сучасний статус                        | У лютому 1940 року ймовірно підірвався на мінному полі, встановленому британськими есмінцями «Айвенго» та «Інтрепід» у Північному морі | У лютому 1940 року ймовірно підірвався на мінному полі, встановленому британськими есмінцями «Айвенго» та «Інтрепід» у Північному морі |
| Проєкт                                 | | |
| Тип ПЧ                                 | Торпедний ДПЧ | Торпедний ДПЧ |
| Розробник проєкту                      | Friedrich Krupp Germaniawerft, Кіль | Friedrich Krupp Germaniawerft, Кіль |
| Вартість                               | 4 439 000 ℛℳ | 4 439 000 ℛℳ |
| Основні характеристики                 | | |
| Швидкість (надводна)                   | 17,9 вузла | 17,9 вузла |
| Швидкість (підводна)                   | 8 вузлів | 8 вузлів |
| Робоча глибина занурення               | 100 м | 100 м |
| Гранична глибина занурення             | 220 м | 220 м |
| Автономність плавання                  | 135—174 км на швидкості 4 вузли (в підводному положенні) 11 470 км на швидкості 10 вузлів (у надводному положенні)                     | 135—174 км на швидкості 4 вузли (в підводному положенні) 11 470 км на швидкості 10 вузлів (у надводному положенні)                     |
| Екіпаж                                 | 44—60 осіб | 44—60 осіб |
| Розміри                                | | |
| Довжина найбільша (по КВЛ)             | 66,5 м | 66,5 м |
| Ширина корпусу найб.                   | 6,2 м | 6,2 м |
| Середня осадка (по КВЛ)                | 4,74 м | 4,74 м |
| Водотоннажність надводна               | 753 т | 753 т |
| Озброєння                              | | |
| Артилерія                              | 1 × 88-мм палубна гармата SK C/35 1 × 20-мм зенітна гармата FlaK 30 Flakvierling                                                       | 1 × 88-мм палубна гармата SK C/35 1 × 20-мм зенітна гармата FlaK 30 Flakvierling                                                       |
| Торпедно- мінне озброєння              | 4 носових і один кормовий ТА. 14 торпед або 26 мін TMA або 39 мін TMB                                                                  | 4 носових і один кормовий ТА. 14 торпед або 26 мін TMA або 39 мін TMB                                                                  |

U-54 — німецький підводний човен типу VII B, що входив до складу Військово-морських сил Третього Рейху за часів Другої світової війни. Закладений 13 вересня 1937 року на верфі Friedrich Krupp Germaniawerft у Кілі. Спущений на воду 15 серпня 1939 року, а 23 вересня 1939 року корабель увійшов до складу ВМС нацистської Німеччини.
Підводний човен здійснив один бойовий похід, під час якого не потопив та не пошкодив жодного судна противника. 13 лютого 1940 року U-54 підірвався на одному з мінних полів № 4 або № 6, встановлених британськими есмінцями «Айвенго» та «Інтрепід» у Північному морі. Всі члени екіпажу (41 особа) загинули.
14 березня 1940 року німецький патрульний човен V 1101 Preußen виявив рештки однієї з торпед U-54.

## Командири
- Капітан-лейтенант Георг-Гайнц Міхель (23 вересня — 30 листопада 1939)
- Корветтен-капітан Гюнтер Кучманн (5 грудня 1939 — 13 лютого 1940)